# Miguel Gil Moreno de Mora i Macián
Miguel Gil Moreno de Mora i Macián (Barcelona, 21 de juny de 1967 - Sierra Leone, 24 de maig de 2000) va ser un periodista freelance català. Durant els anys 90, va mostrar amb la seva càmera de televisió els efectes dels conflictes bèl·lics als Balcans, Txetxènia i Àfrica. L'any 2000 va morir en una emboscada a Sierra Leone juntament amb el seu col·lega Kurt Schork.

## Biografia
Nascut a Barcelona, va passar els primers anys de la seva vida a la finca de la família a Riudabella (Vimbodí i Poblet), fins que als tretze anys es traslladaren primer a Tarragona i després a Barcelona.
Llicenciat en Dret per la Universitat de Barcelona, va exercir d'advocat fins a l'estiu de 1993, quan colpit per les imatges de la Guerra dels Balcans va marxar en moto cap a Croàcia. Va viure durant dos anys a Mostar (Bòsnia i Hercegovina), des d'on enviava cròniques de la guerra per a La Vanguardia, El Mundo i la Cadena SER. Poc temps després es va convertir en operador de càmera de televisió. L'any 1995 va viure el Setge de Sarajevo on començà a treballar per l'agència Associated Press.
La tardor de 1996 va emprendre el seu primer viatge a l'Àfrica, on cobrí diversos conflictes i desastres naturals a Kenya, el Congo, Zaire, Uganda, Ruanda, Libèria, Monròvia, Costa d'Ivori i Sierra Leone.
L'any 1998 va enregistrar unes imatges del conflicte de Kosovo que el va fer mereixedor del premi Rory Peck. Va ser un dels tres únics periodistes occidentals que va romandre a Pristina durant l'ofensiva aèria de l'OTAN. L'any 1999 va conviure durant un mes i mig a les muntanyes amb l'Exèrcit d'Alliberament de Kosovo.
El novembre de 1999 va marxar cap a Txetxènia, on la premsa tenia vetada l'entrada. Juntament amb dos periodistes francesos aconseguiren arribar a Grozni després d'una travessa d'un mes per les muntanyes nevades. L'any 2000 va rebre el premi de la Royal Television Society al millor càmera i productor.
El maig d'aquell any va tornar a Sierra Leone, on va ser víctima d'una emboscada en que moriren ell i el seu col·lega Kurt Schork. L'any 2000 va rebre a títol pòstum el premi Mohamed Amin en reconeixement de la seva tasca informativa, i l'any 2001 el premi que porta el nom del periodista Luka Brajnovic, per la seva trajectòria professional.
L'any 2002 la seva família va crear la Fundació Miguel Gil Moreno en suport als periodistes freelance i amb l'objectiu de continuar la tasca social iniciada per Miguel en països desfavorits. Aquesta fundació convoca un premi de periodisme amb el seu nom per reconèixer la feina dels periodistes que destaquen per la seva entrega professional i humana en situacions de conflicte.

## Premis
- 1998: Premi Rory Peck[7]
- 2000: Premi de la Royal Television Society al millor càmera i productor[8]
- 2000: Premi Mohamed Amin
- 2001: Premi Luka Brajnovic, Universitat de Navarra[4]